# Markvartice (kraj ustecki)
Markvartice – gmina w Czechach, w powiecie Děčín, w kraju usteckim.
1 stycznia 2017 gminę zamieszkiwało 680 osób, a ich średni wiek wynosił 40,5 roku.